# 朱塞佩·巴雷西
朱塞佩·巴雷西（Giuseppe Baresi，1958年2月7日—），是一名意大利足球教练，他曾经是足球运动员，先后效力于国际米兰和摩德纳，司职中场，现在担任意大利足球甲级联赛球队国际米兰的助理教练。

## 俱乐部生涯
1976年，巴雷西进入国际米兰一线队，并在1977/78赛季开始职业足球生涯。他为国际米兰效力16个赛季，长期担任球队队长，总共为球队在正式比赛中出场559次，射进13球，其中意甲联赛出场392次。1992年，巴雷西转会加盟意乙联赛球队摩德纳，并在1994年宣布退役。

## 国家队生涯
巴雷西为意大利国家足球队出场18次，曾经代表国家队参加1980年欧洲足球锦标赛和1986年世界杯足球赛。

## 教练生涯
巴雷西在退役后担任国际米兰青训队的教练员。2008年6月2日，新担任国际米兰主教练的何塞·穆里尼奥指定巴雷西为助理教练。 他协助穆里尼奥在2009/10赛季帮助球队获得联赛、杯赛和欧洲冠军联赛三冠王的称号。2010年夏季，接替穆里尼奥离队担任主教练的拉法埃尔·贝尼特斯带来毛里西奥·佩莱格里诺接替巴雷西作为第一助教。在贝尼特斯离队后，巴雷西重新成为莱昂纳多的助教。虽然巴雷西在加斯佩里尼时期再次失去助理教练的职位， 但加斯佩里尼很快就被解雇。之后，巴雷西先后担任克劳迪奥·拉涅利和安德烈·斯特拉马乔尼的助教。现担任沃尔特·马扎里的助理教练。

## 个人
巴雷西的弟弟弗兰科·巴雷西也是足球运动员，职业生涯效力于国际米兰的同城对手AC米兰。